# Greenwitch
Greenwitch (Engels: Ottery St. Catchpole) is een dorp uit de zevendelige Harry Potter-boekenserie van de Britse schrijfster Joanne Rowling.
Greenwitch is een kleine stad aan de rivier de Otter in Devon. Greenwitch is een dreuzelstad maar is in de geschiedenis ook een bekende plek waar veel tovenaarsfamilies leefden. In de stad bevindt zich een postkantoor en een krantenzaak. Voorbij Greenwitch ligt een heuvel, de "Druilerige Berg" (Stoatstead Hill). De tovenaarsfamilies Wemel, Leeflang en Kannewasser wonen in en rond Greenwitch.

## Naamgeving
De origineel gebruikte naam "Ottery St. Catchpole" is geen bestaande stad in Engeland. Rowling plaatst de stad echter wel aan de zuidkust van Engeland, en het is bijna zeker dat de stad langs de (echt bestaande) Otter-rivier ligt vanwege zijn naam. Er is een bestaande stad genaamd Ottery St Mary, gelegen vlak bij Exeter en slechts een paar mijlen van de kust. In dit gebied is ook daadwerkelijk een boerderij te vinden met de naam The Burrow (originele naam van Het Nest; het huis van de familie Wemel). Ook is er een berg in de buurt met de naam Stoat Hill, waar "Stoatstead Hill" van is afgeleid.